# Olimpiada szachowa 1978
| Olimpiada szachowa Buenos Aires 1978 |
| 1976 1980                            |

Olimpiada szachowa 1978 (zarówno w konkurencji kobiet, jak i mężczyzn) rozegrana została w Buenos Aires w dniach 25 października – 12 listopada 1978 r.

## 23. olimpiada szachowa mężczyzn
Wyniki końcowe (66 drużyn, system szwajcarski, 14 rund).
| Miejsce | Kraj              | Punkty |
| ------- | ----------------- | ------ |
| 1       | Węgry             | 37     |
| 2       | ZSRR              | 36     |
| 3       | Stany Zjednoczone | 35     |
| 4       | RFN               | 33     |
| 5       | Izrael            | 32½    |
| 6       | Rumunia           | 32½    |
| 7       | Dania             | 32     |
| 8       | Polska            | 32     |
| 9       | Hiszpania         | 32     |
| 10      | Szwajcaria        | 32     |
| 11      | Kanada            | 32     |
| 12      | Anglia            | 31½    |
| 13      | Bułgaria          | 31½    |
| 14      | Holandia          | 31½    |
| 15      | Jugosławia        | 31     |
| 16      | Szwecja           | 31     |

| Miejsce | Kraj          | Punkty |
| ------- | ------------- | ------ |
| 17      | Argentyna     | 31     |
| 18      | Kuba          | 30½    |
| 19      | Austria       | 30½    |
| 20      | Chiny         | 30½    |
| 21      | Meksyk        | 30½    |
| 22      | Finlandia     | 30     |
| 23      | Kolumbia      | 30     |
| 24      | Filipiny      | 29½    |
| 25      | Nowa Zelandia | 29½    |
| 26      | Indonezja     | 29½    |
| 27      | Brazylia      | 29½    |
| 28      | Islandia      | 29     |
| 29      | Chile         | 29     |
| 30      | Australia     | 29     |
| 31      | Norwegia      | 29     |
| 32      | Paragwaj      | 28½    |

| Miejsce | Medaliści + skład reprezentacji Polski                                                           |
| ------- | ------------------------------------------------------------------------------------------------ |
| 1       | Lajos Portisch, Zoltán Ribli, Gyula Sax, András Adorján, István Csom, László Vadász              |
| 2       | Boris Spasski, Tigran Petrosjan, Lew Poługajewski, Boris Gulko, Oleg Romaniszyn, Rafael Waganian |
| 3       | Lubomir Kavalek, Walter Browne, Anatolij Lejn, Robert Byrne, James Tarjan, William Lombardy      |
|         | Włodzimierz Schmidt, Adam Kuligowski, Aleksander Sznapik, Jan Adamski, Krzysztof Pytel           |

## 8. olimpiada szachowa kobiet
Wyniki końcowe finałów A i B (32 drużyny, eliminacje w czterech grupach + cztery finały, system kołowy).
| Miejsce          | Kraj       | Punkty |
| ---------------- | ---------- | ------ |
| Finał A (7 rund) |            |        |
| 1                | ZSRR       | 16     |
| 2                | Węgry      | 11     |
| 3                | RFN        | 11     |
| 4                | Jugosławia | 11     |
| 5                | Polska     | 10½    |
| 6                | Hiszpania  | 8½     |
| 7                | Bułgaria   | 8½     |
| 8                | Anglia     | 7½     |

| Miejsce          | Kraj              | Punkty |
| ---------------- | ----------------- | ------ |
| Finał B (7 rund) |                   |        |
| 9                | Szwecja           | 15     |
| 10               | Rumunia           | 15     |
| 11               | Holandia          | 10     |
| 12               | Argentyna         | 9½     |
| 13               | Francja           | 9½     |
| 14               | Stany Zjednoczone | 9      |
| 15               | Indie             | 8½     |
| 16               | Australia         | 7½     |

| Miejsce | Medalistki + skład reprezentacji Polski                                        |
| ------- | ------------------------------------------------------------------------------ |
| 1       | Maia Cziburdanidze, Nona Gaprindaszwili, Nana Aleksandrija, Jelena Achmyłowska |
| 2       | Zsuzsa Verőci-Petronić, Mária Ivánka, Zsuzsa Makai, Rita Kas                   |
| 3       | Anni Laakmann, Gisela Fischdick, Barbara Hund, Hannelore Weichert              |
|         | Hanna Ereńska-Radzewska, Grażyna Szmacińska, Anna Jurczyńska, Małgorzata Wiese |